# Александровское (озеро, Каменногорское городское поселение)
Алекса́ндровское (Пали-ярви; фин. Paalijärvi, Hatakkajärvi) — озеро на территории Каменногорского городского поселения Выборгского района Ленинградской области.

## Общие сведения
Площадь озера — 1,5 км². Располагается на высоте 38,0 метров над уровнем моря.
Форма озера лопастная, продолговатая: вытянуто с запада на восток. Берега изрезанные, каменисто-песчаные, преимущественно возвышенные, местами скалистые.
С южной стороны в озеро втекает безымянный водоток, берущий начало из озера Новинского. С восточной стороны в озера также втекает безымянный водоток, несущий воды из озёр Обходного и Большой Ряски. Из западной оконечности озера вытекает ручей, впадающий в озеро Лесогорское, из которого вытекает река Давыдовка, связанная со всей системой реки Вуоксы.
По центру озера расположен один относительно крупный (по масштабам водоёма) остров без названия.
С юга и востока к озеру проходят лесные дороги.
Название Paalijärvi переводится с финского языка как «озеро-кипа».
Код объекта в государственном водном реестре — 01040300211102000011960.